# Molecular Adsorbent Recirculation System
Das Grundprinzip des Molecular Adsorbent Recirculation System (MARS), der sogenannten Leberdialyse, wurde Anfang der 1990er Jahre an der Universität Rostock entwickelt. Mithilfe eines externen Blutkreislaufs, ähnlich der Nierendialyse, wird bei einem akuten Leberversagen das Blut außerhalb des Körpers gereinigt. Dadurch wird das Blut entgiftet und die Selbstheilungskraft der Leber gestärkt. Im Gegensatz zur Dialyse, bei der hauptsächlich wassergebundene Toxine gefiltert werden, werden bei MARS proteingebundene Toxine gefiltert.
Ein marktreifes Produkt wurde später von der Teraklin AG entwickelt. MARS ist für betroffene Patienten seit Ende der neunziger Jahre in deutschen Kliniken verfügbar. Für die Entwicklung von MARS gewann Teraklin 1998 den bundesweiten StartUp Wettbewerb der Zeitschrift Stern. Im Jahr 2001 wurde die Firma für den Deutschen Zukunftspreis des Bundespräsidenten nominiert. MARS wird heute von der schwedischen Firma Gambro weiterentwickelt und vertrieben.

## Funktionsweise
Durch eine spezielle Membran (MARS-Membran) wird das Blut des Patienten von einem Albumin-Kreislauf getrennt. Dieser dient vereinfacht gesagt als Schwamm, welcher die giftigen und schädlichen Stoffe aus dem Blut aufnimmt. Um eine gleichmäßige Dialyse zu ermöglichen, wird das Albumin sowohl mit einem normalen Dialysefilter als auch mit einem Aktivkohle-Filter und einem Ionenaustauscher aufgereinigt und kann somit wieder verwendet werden und die MARS-Membran erneut passieren.